# Stockhausen (thüringisches Adelsgeschlecht)

Wappen der Thüringer Stockhausen (1798)

Stockhausen ist der Name mehrerer Adelsfamilien. Der Stammsitz des hier behandelten Geschlechts aus Thüringen ist die Ortschaft Stockhausen, heute ein Ortsteil von Sondershausen. Zusammen mit den von Stockhausen in Westfalen und den Stockhausen in Niedersachsen gehören sie dem am 14. Oktober 1962 auf der Trendelburg gegründeten Familienverband an.

## Geschichte

### Stammlinie
Erste urkundliche erwähnungen 1100 in der Goldenen Aue, am Kyffhäuser in den Orten Stockhausen, Jechaburg, Schlotheim und Oberspier.
Die Stammreihe beginnt 1470 mit Hans von Stockhausen aus Auleben, der 1495 Hauptmann in Nordhausen war.
Hans von Stockhausen verkaufte 1574 den Gutshof Stockhausen, eines der bedeutendsten fünf Rittergüter in Ort Auleben, an die Familie von Bila, die ihn anschließend teilte.
Johannes Gunterus von Stockhausen.
Julius Johannes Hermann (von) Stockhausen (* 1634) war herzoglich braunschweigischer Ober-Kriegskommissar. Am 3. August 1702 wurde er zu Wien durch Kaiser Leopold I. in den Reichsritterstand erhoben und gehörte somit zum Briefadel.
Heinrich Christian Ludwig (von) Stockhausen (* 1699) war königlich preußischer Finanz- und Hofrat. Er war verheiratet mit Christiane Eleonore von Windheim.
Am 6. Juli 1798 wurde der Artillerie-Capitain Christian Ludwig (von) Stockhausen (1746–1820) vom preußischen König Friedrich Wilhelm III (per Adelsbrief) „zu Erneuerung seines alten Adels“ in den preußischen Adelsstand erhoben.
Der Sohn Hans Karl Theodor von Stockhausen (1799–1850) war königlich preußischer Hauptmann. Verheiratet war er ab 1821 mit Pauline von Posadowsky-Wehner.
Der zweitälteste Sohn Adalbert von Stockhausen, geboren 1836 in Heiligenstadt, erwarb 1901 nach Vorkaufsrecht aufgrund alter hessischer Lehensrechte die Burg Trendelburg im Diemeltal.
Somit wurde dieser Teil der Familie von Stockhausen hessisch.

## Wappen

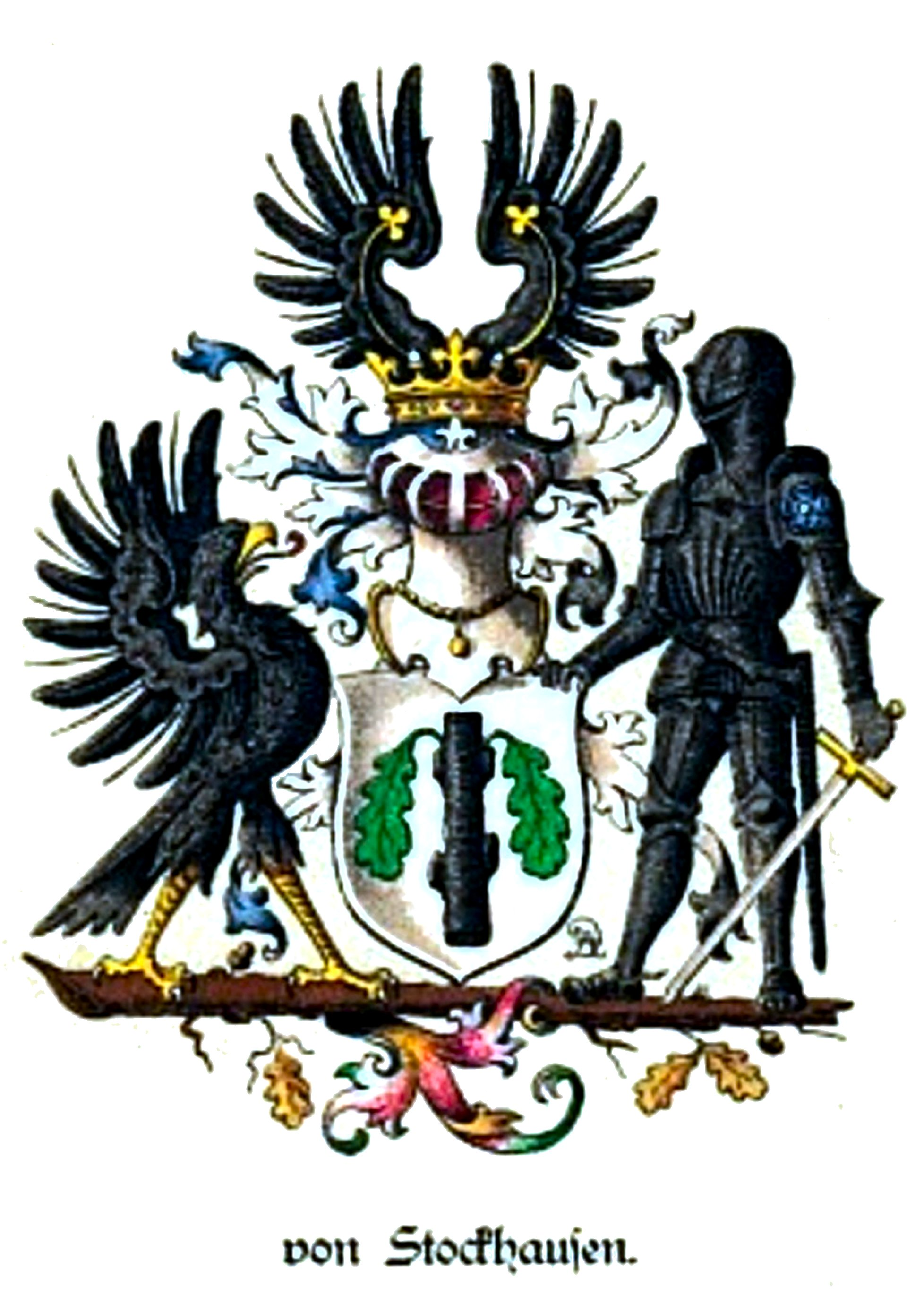
Wappen derer von Stockhausen im Genealogischen Taschenbuch der adeligen Häuser 1892

Das Wappen der thüringischen, später hessischen Stockhausen von 1798 ähnelt dem der Stockhausen in Westfalen und Niedersachsen. Innerhalb eines goldenen Schildrandes zeigt es in Silber einen abgehauenen braunen Eichenstamm mit vier gestümmelten Ästen und zwei abhängenden grünen Blättern. Auf dem Helm mit blau-silbernen Decken ein offener, je mit einem goldenen Kleestengel belegter schwarzer Flug.

## Bekannte Familienmitglieder
- Christian Ludwig von Stockhausen (1746–1820), General in der preußischen Armee, 1793 mit dem Orden Pour le Mérite ausgezeichnet.
- August Wilhelm Ernst von Stockhausen (1793–1861), 1850/51 preußischer Kriegsminister
- Hans-Gerrit von Stockhausen (1907–1943), deutscher Marineoffizier
- Hans-Gottfried von Stockhausen (1920–2010), deutscher Glasmaler (Kirchenfenster), Maler und Zeichner
- Friedemann von Stockhausen (* 1945), deutscher Maler, Fotograf und Hochschullehrer
- Hans-Adalbert von Stockhausen (1874–1957), Generalmajor der Wehrmacht und Gutsbesitzer
- Hans-Wilfried von Stockhausen (1914–2011), Autor, Journalist und Südostasienkorrespondent der ARD